# فرهنگسرای شهریار

فرهنگسرای شهریار
تأسیس: سال ۱۳۷۵
مساحت کل: ۱۰۰۰۰ مترمربع
زیر بنا: ۷۰۰ مترمربع
طبقات: ۳ طبقه
مساحت طبقات: ۲۱۰۰ مترمربع
کاربرد: آموزشی، فرهنگی، هنری
مکان: تهران، شهریار، ایران

فرهنگسرای شهریار یکی از فرهنگسراهای فعال در شهریار (تهران) است که در منطقه مرکزی شهر واقع شده است.
این فرهنگسرا در سال ۱۳۷۵ در زمینی به مساحت بیش از ۱۰۰۰۰ متر مربع در ۳ طبقه بنا شد و به دلیل نام شهر و همچنین به افتخار شاعر و استاد بزرگ علم و ادب ایران سید محمدحسین شهریار به نام «فرهنگسرای استاد شهریار» نامگذاری گردید.
مدیریت فرهنگسرا:مهدی کرم بیگی
این مجموعه فرهنگی دارای کتابخانه، نگارخانه، سالن همایش و نمایش و دیگر امکانات فرهنگی و هنری است و زیر نظر معاونت فرهنگی و اجتماعی شهرداری شهریار اداره می‌شود.
طبقات این مجموعه فرهنگی در ۳ طبقه شامل:
1. مدیریت فرهنگسرا و اتاق‌های ثبت نام
2. کتابخانه مجهز (دارای ۲ سالن مطالعه با گنجایش ۱۰۰ نفر، سالن مطالعه کودکان، مخزن و انبار کتابخانه)
3. انجمن عکاسان شهریار[۳]
4. انجمن خوشنویسان شهریار[۴]
5. انجمن نقاشان شهریار
6. نگارخانه استاد کمال‌الملک
7. سالن نمایش با گنجایش حدود ۲۰۰ نفر، (دارای اتاق گریم، اتاق فرمان با تجهیزات صدا، نور و تصویربرداری حرفه‌ای)
8. خانه کودک با فضای خلاقانه و سازه‌های زیبا
9. خانه سلامت (کارگاه‌ها و مشاوره‌های درمان جسم و روان)
10. ۸ کلاس آموزش شامل:(کامپیوتر، زبان انگلیسی، موسیقی، نقاشی، هنرهای دستی، قرآن و …)
11. تأسیسات و امکانات رفاهی شامل: (کافی نت، آبدارخانه، نمازخانه، سرویس بهداشتی ،موتورخانه و انبار) می‌باشد.

## فعالیت‌های فرهنگی و هنری
تاکنون فعالیت‌های فرهنگی و هنری بسیاری در این فرهنگسرا از سوی سازمان‌ها و نهادهای فرهنگی و هنری در مناسبت‌های گوناگون و برای گروه‌های سنی مختلف انجام شده است:
- برپایی نمایشگاه‌های نقاشی اساتید و هنرمندان شهریار، آثار هنرجویان کلاس‌های نقاشی و معرق، هنرهای دستی، (فرش، تابلو فرش، گلیم)
- برگزاری جشنواره‌های هنرهای تجسمی شهرستان شهریار (عکاسی، خوشنویسی، نقاشی)، نمایش‌نامه خوانی، آش‌های محلی و …
- مراسم شب شعر و ادب فارسی و جلسات هفتگی شب شعر
- تمرین گروه‌های موسیقی و نمایشی و کارگاه‌های آموزشی مختلف
- برپایی جشن‌های روز جهانی کودک و اعیاد ملی و مذهبی[۵]
- اکران فیلم، همایش و نمایش تئاتر، اجرای کنسرت، جلسات آموزش مهارت‌های زندگی و سمینارهای گوناگون علمی، مذهبی، فرهنگی و … از اقدامات انجام شده در طی ۲۰ سال فعالیت مستمر این فرهنگسرا می‌باشد.[۶]

## نشانی
- از سمت کرج: شهریار - میدان فجر (فرمانداری) - تقاطع خیابان جلال آل‌احمد و علامه طباطبایی[۷]
- از سمت تهران: شهریار- خیابان ولیعصر (عج) - کوچه استاد شهریار[۸]

فرهنگسرای استاد شهریار (تلفن: ۶۵۲۵۷۹۵۹ - ۶۵۲۵۸۳۳۸-۰۲۱)